# كان دوغلاس
كان دوغلاس (بالإنجليزية: Kane Douglas)‏ هو لاعب اتحاد الرغبي أسترالي، ولد في 1 يونيو 1989 في Clarence Valley Council ‏ في أستراليا.

## وصلات خارجية
- كان دوغلاس عل موقع إسبنسكروم (الإنجليزية)
- كان دوغلاس على موقع ItsRugby.co.uk (الإنجليزية)